# Montreuillon
Montreuillon és un municipi francès, situat al departament del Nièvre i a la regió de Borgonya - Franc Comtat. L'any 2007 tenia 311 habitants.

## Demografia

### Població
El 2007 la població de fet de Montreuillon era de 311 persones. Hi havia 156 famílies, de les quals 52 eren unipersonals (16 homes vivint sols i 36 dones vivint soles), 60 parelles sense fills, 36 parelles amb fills i 8 famílies monoparentals amb fills.
La població ha evolucionat segons el següent gràfic:
Habitants censats

### Habitatges
El 2007 hi havia 289 habitatges, 155 eren l'habitatge principal de la família, 111 eren segones residències i 23 estaven desocupats. 278 eren cases i 9 eren apartaments. Dels 155 habitatges principals, 137 estaven ocupats pels seus propietaris, 11 estaven llogats i ocupats pels llogaters i 7 estaven cedits a títol gratuït; 1 tenia una cambra, 11 en tenien dues, 26 en tenien tres, 52 en tenien quatre i 65 en tenien cinc o més. 118 habitatges disposaven pel capbaix d'una plaça de pàrquing. A 82 habitatges hi havia un automòbil i a 45 n'hi havia dos o més.

### Piràmide de població
La piràmide de població per edats i sexe el 2009 era:
| Homes | Edats   | Dones |
| ----- | ------- | ----- |
| 0     | 95 o +  | 0     |
| 0     | 90 a 94 | 4     |
| 0     | 85 a 89 | 12    |
| 0     | 80 a 84 | 4     |
| 4     | 75 a 79 | 8     |
| 4     | 70 a 74 | 4     |
| 0     | 65 a 69 | 16    |
| 12    | 60 a 64 | 8     |
| 0     | 55 a 59 | 8     |
| 20    | 50 a 54 | 4     |
| 0     | 45 a 49 | 12    |
| 4     | 40 a 44 | 0     |
| 8     | 35 a 39 | 8     |
| 12    | 30 a 34 | 4     |
| 0     | 25 a 29 | 0     |
| 4     | 20 a 24 | 4     |
| 0     | 15 a 19 | 4     |
| 4     | 10 a 14 | 4     |
| 4     | 5 a 9   | 0     |
| 8     | 0 a 4   | 4     |

## Economia
El 2007 la població en edat de treballar era de 170 persones, 118 eren actives i 52 eren inactives. De les 118 persones actives 109 estaven ocupades (61 homes i 48 dones) i 9 estaven aturades (2 homes i 7 dones). De les 52 persones inactives 32 estaven jubilades, 5 estaven estudiant i 15 estaven classificades com a «altres inactius».

### Ingressos
El 2009 a Montreuillon hi havia 137 unitats fiscals que integraven 268 persones, la mediana anual d'ingressos fiscals per persona era de 14.840 €.

### Activitats econòmiques
Dels 9 establiments que hi havia el 2007, 1 era d'una empresa alimentària, 2 d'empreses de fabricació d'altres productes industrials, 3 d'empreses de construcció, 1 d'una empresa de transport, 1 d'una empresa d'hostatgeria i restauració i 1 d'una empresa de serveis.
Dels 5 establiments de servei als particulars que hi havia el 2009, 1 era una oficina de correu, 1 taller de reparació d'automòbils i de material agrícola, 1 paleta, 1 guixaire pintor i 1 restaurant.
L'únic establiment comercial que hi havia el 2009 era una fleca.
L'any 2000 a Montreuillon hi havia 21 explotacions agrícoles que ocupaven un total de 1.536 hectàrees.

## Equipaments sanitaris i escolars
El 2009 hi havia una escola elemental integrada dins d'un grup escolar amb les comunes properes formant una escola dispersa.

## Poblacions més properes
El següent diagrama mostra les poblacions més properes.